# Wiek (ziar)
Wiek (în traducere „Veacul”) a fost un ziar politic, literar și social care a apărut la Varșovia din 1873 până în 1906. Primul redactor-șef a fost Fryderyk Henryk Lewestam, căruia i-a succedat în 1875 Kazimierz Zalewski. În anul 1901 ziarul și-a schimbat numele în Wiek ilustrowany polityczny, literacki i społeczny, iar din 1905 a apărut sub titlul Kurier Narodowy. Apariția ziarului a încetat în 1906.
Tipografia ziarului, care se afla pe Ulica Nowy Świat nr. 59-61, a tipărit în 1880-1902 cele 15 volume ale dicționarului enciclopedic geografic Dicționarul geografic al Regatului Poloniei și al altor țări slave.